# 阮氏川
阮淑妃（越南语：／；1808年7月24日—1885年9月30日），名阮氏川（越南语：／），越南阮朝紹治帝阮福暶的嬪妃。
嘉隆七年六月初二日（1808年7月24日），阮氏川出生在廣平省麗水縣美宅總順宅坊，她是掌奇領兵阮文鳳之女。明命六年（1825年）成為紹治帝的府妾。紹治三年（1843年），被封為三階德嬪。紹治六年（1846年），晉封為二階淑妃。生二子一女：長子是瑞太王阮福洪依，次子是阮福洪僟，早夭；長女是安美公主阮玉徽柔。咸宜元年八月二十二日（1885年9月30日），阮氏川去世，壽七十八歲，諡號懿順（越南语：／），葬承天府香水縣楊春上社。

## 影視形象
| 演員   | 年份   | 影視作品 | 備註   |
| 阮玉俠 | 2019年 | 《鳳扣》 | 阮净川 |